# Государственный совет Румынии
Государственный совет Румынии (рум. Consiliul de Stat al României) был высшим органом исполнительной власти Румынской Народной Республики и Социалистической Республики Румыния с 1961 по 1989 годы.

## Полномочия

### 1961—1974
Государственный Совет был создан в 1961 году в результате принятия поправки к Конституции 1952 года, заменив Президиум Великого национального собрания (ВНС). При учреждении состоял из председателя, трех вице-председателей и тринадцати членов. К моменту упразднения включал в себя президента (председателя Госсовета по должности), четырёх вице-председателей, секретаря и 15 членов.
Согласно статье 63 Конституции 1965 года, Государственный Совет был «высшим органом государственной власти, действующим на постоянной основе». Он избирался ВНС из числа своих депутатов на срок полномочий ВНС — пять лет. Как и все органы власти в Румынии, он был номинально подотчётен ВНС, однако на практике все основные решения принимались руководством Румынской Коммунистической партии (РКП). При этом к 1989 году все, кроме двух членов Госсовета были также членами Центрального комитета РКП.
Полномочия Государственного совета делились на постоянные и временные — последние осуществлялись им только в промежутках между сессиями ВНС. Среди его постоянных полномочий (определены в статье 63 Конституции 1965 года) были:
- Установление даты выборов;
- Ратификация любого договора, который не влечёт за собой изменение законодательства Румынии (договоры, для утверждения которых требовалось изменение законодательства могли ратифицироваться только ВНС);
- Организация референдумов;
- Назначение и смещение с должности главнокомандующего Вооружённых сил и руководителей государственных органов
- Предоставление гражданства, амнистии и убежища;
- Представление государства в международных отношениях;
- Назначение дипломатических представителей;
- Установление воинских званий;
- Установление наград и почётных званий[1][2]

В соответствии со статьей 64 Конституции 1965 года, Государственный совет брал на себя часть полномочий ВНС в промежутках между её сессиями, а также во время чрезвычайного положения. Когда ВНС было не на сессии, Конституция давала Государственному совету право устанавливать основные принципы законодательства и контролировать местные советы. Он мог также издавать постановления, имеющие силу закона; при этом последние должны были быть утверждены ВНС на её ближайшей сессии. В исключительных случаях, Государственный совет мог также осуществлять контроль над бюджетом и экономическим планированием, назначать и увольнять министров и судей Верховного суда, мобилизовать вооружённые силы и объявлять войну. Однако на практике ВНС, собиравшаяся на сессии лишь два раза в год, не принимала практически никакого участия в управлении государством, лишь утверждая все решения Госсовета.
В статье 68 Конституции 1965 года говорилось, что все решения Госсовета должны приниматься коллегиально. При этом, однако, на международной арене Румынию представлял, в качестве главы государства, лишь Предсетатель Госсовета.

### Поправки 1974 года
В 1974 году в Конституцию Румынии была внесена серия поправок, значительно урезавших полномочия Госсовета. Эти поправка превратили Госсовет из коллективного главы государства в орган, возглавляемый индивидуальным главой государства — Президентом Румынии. Президент стал председателем Госсовета ex officio, и имел право принятия самостоятельных решений по любому вопросу, который не требовал созыва пленарного заседания Госсовета. Также к Президенту перешли полномочия по осуществлению внешней политики, назначению и освобождению от должности министров и руководителей государственных ведомств. В промежутках между сессиями ВНС, президент получил право назначать и освобождать от должности председателя Верховного Суда и генерального прокурора без утверждения этих назначений Госсоветом. Наконец, Госсовет потерял право на предоставление румынского гражданства и политического убежища, назначение Верховного главнокомандующего Вооружённых сил, а также право амнистировать заключённых.
На практике, и те полномочия, которые оставили Госсовету поправки 1974 года, не осуществлялись им в полной мере, так как фактически неограниченной властью в стране обладал Президент Румынии и Генеральный секретарь РКП Николае Чаушеску.

## Председатели Государственного Совета
| Нет.    | Название           | Портрет | Годы жизни | Вступил в должность | Покинул должность    | Партия                            | Партия |
| ------- | ------------------ | ------- | ---------- | ------------------- | -------------------- | --------------------------------- | ------ |
| 1       | Георге Георгиу-Деж |         | 1901-1965  | 21 марта 1961 года  | 19 марта 1965 года   | Румынская рабочая партия          |        |
| (и. о.) | Аврам Буначиу      |         | 1909-1983  | 19 марта 1965 года  | 24 марта 1965 года   | Румынская рабочая партия          |        |
| 2       | Киву Стойка        |         | 1908-1975  | 24 марта 1965 года  | 9 декабря 1967 года  | Румынская коммунистическая партия |        |
| 3       | Николае Чаушеску   |         | 1918-1989  | 9 декабря 1967 года | 22 декабря 1989 года | Румынская коммунистическая партия |        |